# Mallorca Open
A Mallorca Open évente megrendezésre kerülő női tenisztorna Mallorcán, Spanyolországban. A verseny International kategóriájú, összdíjazása 250 000 dollár. Az egyéni főtáblán harminckét játékos szerepel. A mérkőzéseket a Santa Ponsa Tennis Club fűves pályáin játsszák. Első alkalommal 2016. június 13−19. között került megrendezésre. Ezzel a füves pályán rendezett versennyel öthetesre nőtt a füves pályás szezon.
Első alkalommal a francia Caroline Garcia szerezte meg a győzelmet.

## Döntők

### Egyéni
| Év   | Győztes              | Ellenfél a döntőben  | Eredmény a döntőben |
| ---- | -------------------- | -------------------- | ------------------- |
| 2019 | Sofia Kenin          | Belinda Bencic       | 6–7(2), 7–6(5), 6–4 |
| 2018 | Tatjana Maria        | Anastasija Sevastova | 6–4, 7–5            |
| 2017 | Anastasija Sevastova | Julia Görges         | 6–4, 3–6, 6–3       |
| 2016 | Caroline Garcia      | Anastasija Sevastova | 6–3 , 6–4           |

### Páros
| Év   | Győztesek                                      | Ellenfelek a döntőben                           | Eredmény a döntőben |
| ---- | ---------------------------------------------- | ----------------------------------------------- | ------------------- |
| 2019 | Kirsten Flipkens Johanna Larsson               | María José Martínez Sánchez Sara Sorribes Tormo | 6–2, 6–4            |
| 2018 | Andreja Klepač María José Martínez Sánchez     | Lucie Šafářová Barbora Štefková                 | 6–1, 3–6, [10–3]    |
| 2017 | Csan Jung-zsan Martina Hingis                  | Jelena Janković Anastasija Sevastova            | játék nélkül        |
| 2016 | Gabriela Dabrowski María José Martínez Sánchez | Anna-Lena Friedsam Laura Siegemund              | 6–4, 6–2            |